# Хенри, Дезири
Дези́ри Хе́нри (англ. Desirèe Henry; род. 26 августа 1995, Лондон, Великобритания) — британская легкоатлетка, специализирующаяся в спринтерском беге. Бронзовый призёр Олимпийских игр 2016 года в эстафете 4×100 метров. Чемпионка Европы 2014 года в эстафете 4×100 метров. Победительница юношеского чемпионата мира (2011) в беге на 200 метров.

## Биография
Первые шаги в лёгкой атлетике делала в клубе Enfield & Haringey в Лондоне, куда пришла в 10 лет. После того, как в 2010 году стала тренироваться у Майка Макфарлейна, ей серьёзно удалось улучшить результаты. Спустя 12 месяцев совместной работы она выиграла юношеский чемпионата мира в беге на 200 метров с личным рекордом 23,25. В 2012 году стала четвёртой на юниорском первенстве мира.
27 июля 2012 года Дезири и ещё 6 молодых британских спортсменов (так называемая «Секретная семёрка», англ. Secret Seven) зажгли олимпийский огонь во время церемонии открытия Олимпийских игр в Лондоне. Это право она заслужила после того, как её кандидатуру выбрал известный британский десятиборец Дейли Томпсон.
С 2013 года тренируется у американского наставника Раны Рейдера. В том сезоне Дезири стала второй на юниорском чемпионате Европы в беге на 200 метров и выиграла золото в эстафете 4×100 метров.
В 2014 году бежала в финале чемпионата Европы на дистанции 100 метров, где заняла 7-е место. В эстафете стала чемпионкой в составе сборной Великобритании с национальным рекордом (42,24).
На Олимпийских играх в Рио-де-Жанейро дошла до полуфинала в беге на 100 метров, а в эстафете завоевала бронзовую медаль (снова с рекордом страны — 41,77).
Изучает спортивную науку в лондонском колледже City and Islington College.

## Основные результаты
| Год  | Турнир                         | Место проведения          | Дисциплина       | Место      | Результат |
| ---- | ------------------------------ | ------------------------- | ---------------- | ---------- | --------- |
| 2011 | Чемпионат мира среди юношей    | Лилль, Франция            | 200 м            | 1-е        | 23,25     |
| 2012 | Чемпионат мира среди юниоров   | Барселона, Испания        | 200 м            | 4-е        | 23,34     |
| 2012 | Чемпионат мира среди юниоров   | Барселона, Испания        | эстафета 4×100 м | —          | DQ        |
| 2013 | Чемпионат Европы среди юниоров | Риети, Италия             | 200 м            | 2-е        | 23,56     |
| 2013 | Чемпионат Европы среди юниоров | Риети, Италия             | эстафета 4×100 м | 1-е        | 43,81     |
| 2014 | Чемпионат мира по эстафетам    | Нассау, Багамские Острова | эстафета 4×100 м | 5-е        | 42,75     |
| 2014 | Чемпионат мира по эстафетам    | Нассау, Багамские Острова | эстафета 4×200 м | 2-е        | 1.29,61   |
| 2014 | Чемпионат мира среди юниоров   | Юджин, США                | 100 м            | 4-е        | 11,56     |
| 2014 | Чемпионат мира среди юниоров   | Юджин, США                | эстафета 4×100 м | —          | DNF       |
| 2014 | Чемпионат Европы               | Цюрих, Швейцария          | 100 м            | 7-е        | 11,43     |
| 2014 | Чемпионат Европы               | Цюрих, Швейцария          | эстафета 4×100 м | 1-е        | 42,24     |
| 2014 | Континентальный кубок          | Марракеш, Марокко         | эстафета 4×100 м | 2-е        | 42,98     |
| 2015 | Чемпионат мира                 | Пекин, Китай              | эстафета 4×100 м | 4-е        | 42,10     |
| 2016 | Чемпионат Европы               | Амстердам, Нидерланды     | 100 м            | — (финал)  | DNF       |
| 2016 | Олимпийские игры               | Рио-де-Жанейро, Бразилия  | 100 м            | 12-е (1/2) | 11,09     |
| 2016 | Олимпийские игры               | Рио-де-Жанейро, Бразилия  | эстафета 4×100 м | 3-е        | 41,77     |